# Otmar Szafnauer
Otmar Szafnauer (Semlac, 13 de agosto de 1964) es un director ejecutivo y jefe de equipo de automovilismo rumano-estadounidense. Fue director deportivo del equipo BWT Alpine F1 Team hasta su destitución en el Gran Premio de Bélgica 2023.

## Carrera
Szafnauer nació en Rumania hijo de un padre estadounidense de ascendencia alemana y una madre rumana, pero se mudó a Detroit cuando tenía siete años. Recibió una licenciatura en ingeniería eléctrica de la Universidad Estatal Wayne en Detroit antes de completar una maestría en negocios y finanzas de la Universidad de Detroit.
Se unió a la Ford Motor Company en 1986 y fue nombrado Gerente de Programas de Ford en los Estados Unidos. Mientras trabajaba para esta empresa, asistió a la Jim Russell Racing Driver School y comenzó a competir como piloto en la Fórmula Ford en 1991. Dejó Ford en 1998 para convertirse en Director de Operaciones en el equipo British American Racing en la Fórmula 1. Después de discusiones infructuosas con Jaguar Racing, fue contratado para ser parte del regreso de Honda a la Fórmula 1 en 2001, ascendiendo a Vicepresidente de Desarrollos de Honda Racing y miembro de la Junta Directiva del equipo Honda F1. Después de dejar esta marca en 2008, fundó Soft Pauer, que lanzó la aplicación oficial de Fórmula 1 de sincronización y posicionamiento de pista para iPhone en junio de 2009.
Szafnauer se unió a Force India Formula One Team en octubre de 2009, y ha desempeñado un papel integral en el rendimiento mejorado del equipo, con el equipo en camino ascendente, terminando séptimo en 2010 y sexto en 2011, 2013 y 2014, antes de entrar en los cinco primeros en 2015 y lograr el mejor resultado del equipo en cuarto lugar en 2016 y 2017. Los esfuerzos de Szafnauer también desempeñaron un papel fundamental en el equipo que aseguró un acuerdo a largo plazo para utilizar el tren motriz de Mercedes a partir de la temporada 2014 en adelante. Siguió en la estructura tras el cambio de dirigentes y la transformación en Racing Point F1 Team en 2018.
También continuo en la estructura después del cambio de nombre de esta a Aston Martin F1 Team en 2021. Al finalizar dicha temporada, despidieron a Szafnauer de Aston Martin.
A principios de 2022 fue anunciado como director de la escudería Alpine F1 Team. El 28 de julio de 2023, la directiva de Alpine comunicó que Szafnauer abandonará su cargo luego del Gran Premio de Bélgica.